# Lady (Styx)
Lady è una canzone del gruppo musicale statunitense Styx, estratta come singolo dall'album Styx II nel 1973. Il brano ricevette un discreto riscontro radiofonico a Chicago, città natale del gruppo, ma fallì in un primo momento l'accesso in classifica. Raggiunse il successo solo dopo il passaggio degli Styx alla A&M Records, quando divenne un'inaspettata hit nella Billboard Hot 100 nel marzo 1975, due anni dopo la sua pubblicazione.
Per motivi contrattuali, in tutte le raccolte pubblicata in seguito dalla A&M Records, appare una nuova versione del brano, registrata in occasione del Greatest Hits del 1995.

## Tracce
1. Lady – 2:58
2. Children of the Land – 3:17

## Classifiche
| Classifica (1975) | Posizione massima |
| ----------------- | ----------------- |
| Australia         | 23                |
| Canada            | 19                |
| Nuova Zelanda     | 17                |
| Stati Uniti       | 6                 |

## Nella cultura di massa
- La canzone appare nei film Old School (2003), The Perfect Man (2005) e Underdog - Storia di un vero supereroe (2007).
- Appare inoltre nelle serie televisive Freaks and Geeks, Still Standing, The Office e C'è sempre il sole a Philadelphia.
- Viene cantata da Homer Simpson, nei panni di Ulisse, mentre attraversa il fiume Stige nell'episodio Opere di pubblico dominio della serie animata I Simpson.